# ليونارد بلافاتنيك
السير ليونارد بلافاتنيك (الأوكراني: Леонід Валентинович Блаватнік ، روسي: Леонид Валентинович Блаватник ، ليونيد بلافاتنيك ، من مواليد 14 يونيو 1957 ، رجل أعمال أوكراني. جمع ثروته من الأعمال التجارية من خلال استثمارات متنوعة في عدد لا يحصى من الشركات من خلال شركته ، أكسيس إندستريز.

## نشأته
ولد بلافاتنيك في الرابع عشر من يونيو عام 1957، في أوديسا ، أوكرانيا السوفيتية ، لعائلة يهودية. التحق بجامعة موسكو الحكومية لهندسة السكك الحديدية ، لكنه لم يكمل دوراته الدراسية بسبب طلب الأسرة للحصول على تأشيرات الهجرة. هاجرت عائلته من الاتحاد السوفيتي إلى الولايات المتحدة الأمريكية في عام 1978 ، وحصل على درجة الماجستير في علوم الكمبيوتر من جامعة كولومبيا وماجستير إدارة الأعمال من كلية هارفارد للأعمال في عام 1989.، وحصل على الجنسية الأمريكية في 1984.